# Раевский, Александр Евгеньевич (японист)
Алекса́ндр Евге́ньевич Рае́вский (род. 1984) — российский японист, специалист по языку и культуре Японии, кандидат психологических наук, доцент университета Тохоку.

## Биография
Родился в Москве в семье лингвиста О. В. Раевской. Окончил историческое отделение Института стран Азии и Африки МГУ (2006), изучал японский язык. Стажировался в Японии: в университетах Токай (2004—2005) и Васэда (2007—2008). Окончил аспирантуру факультета психологии МГУ.
Защитил диссертацию на соискание учёной степени кандидата психологических наук по теме «Социально-психологические факторы религиозного терроризма в Японии» (2015). Является автором статей по японоведению и психологии.
Преподавал японский язык и читал лекции по страноведению на факультете психологии МГУ (2009―2019). Доцент, и. о. заведующего кафедры психологии языка и преподавания иностранных языков факультета психологии МГУ (2018—2019). Научные интересы: история и культура Японии, социальная психология, этнопсихология, психология терроризма, психология агрессии. Специалист по истории секты Аум синрикё. Приглашённый профессор университета Тохоку (2019―2021).
Участник передач о японской культуре на радиостанции «Маяк», Радио России, телеканале 360, Коммерсантъ FM, телеканале НТВ, КП в Украине, лектор образовательного проекта Level One.
Ютубер, ведущий каналы по теме японской культуры, истории и психологии (общее количество просмотров ― более 10 млн.; общее число подписчиков ― более 100 тыс.).

## Я понял Японию

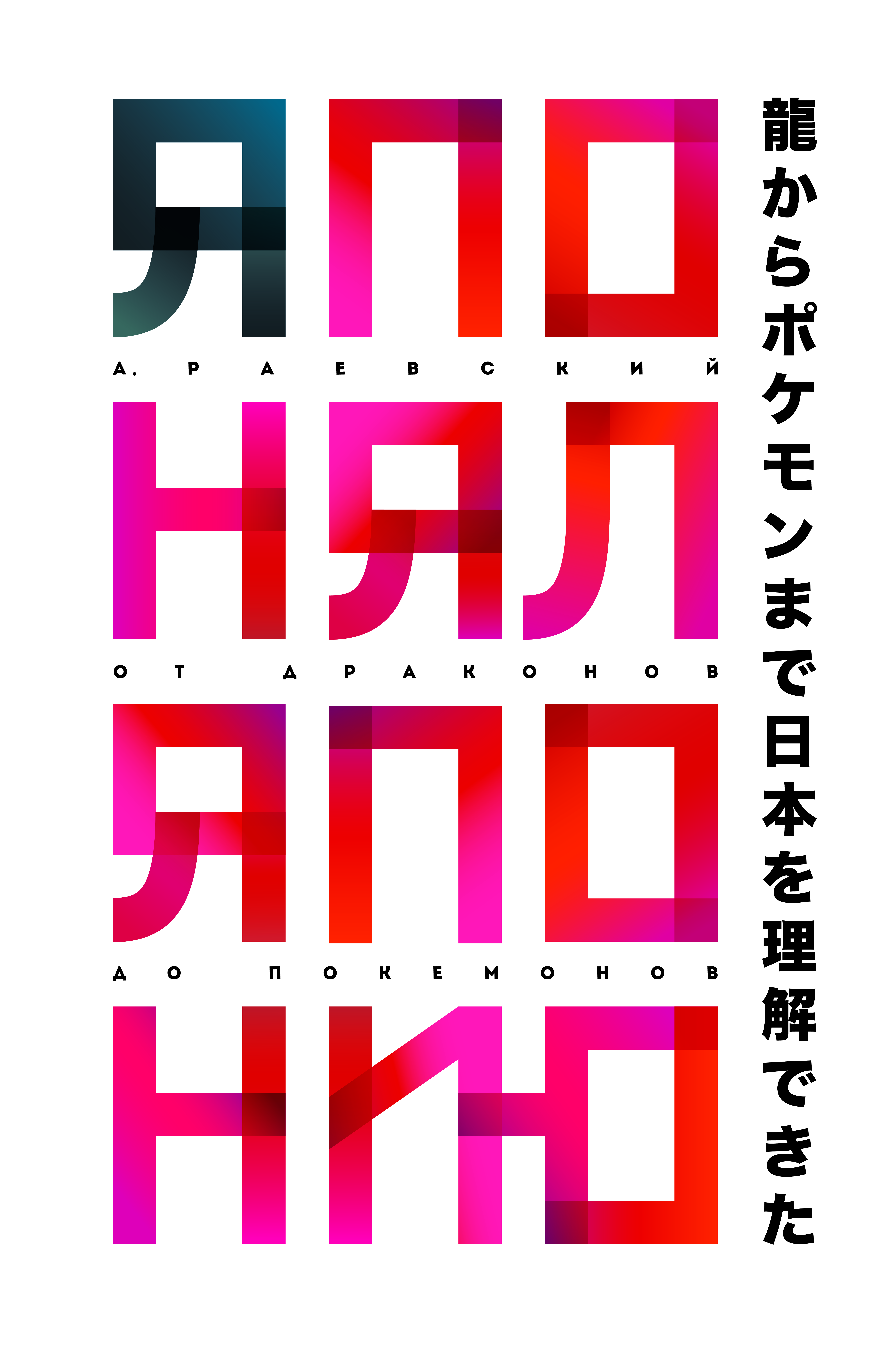
Макет обложки

Автор книги по культуре и истории Японии «Я понял Японию. От драконов до покемонов», выпущенной издательством АСТ в 2022 году. В книге описаны главные вехи японской истории, рассмотрены корни феномена манги и аниме, а также классического кинематографа Японии, приведены факты о национальной кухне японцев и их вкусах. Книга состоит из двух частей, включающих шесть глав.
Раздел «Кулинария вычитания», посвящённый японской кухне, написан в содружестве с Д. Ю. Булахом. Дмитрий Юрьевич Булах ― дипломированный в Японии специалист по японской кухне, сомелье по сакэ.

## Корни Японии
Автор книги по культуре и истории Японии «Корни Японии. От тануки до кабуки», выпущенной издательством АСТ в 2025 году и являющейся продолжением книги «Я понял Японию. От драконов до покемонов». Книга состоит из двух частей, включающих шесть глав. 
Дилогия Александра Раевского «Я понял Японию. Корни Японии.» включена в лонг-лист премии Просветитель 2025 года.

## «Правила жизни»
Эксперт по культуре и истории Японии в передачах программы «Правила жизни» (2014—2019) на телеканале Культура.
Темы передач:
- 10 апреля 2014 г. Тема: «Отношение к обуви в Японии» (Культура. Программа «Правила жизни»)[29]
- 14 апреля 2014 г. Тема: «Иерархичность японского мышления» (Культура. Программа «Правила жизни»)[30]
- 21 апреля 2014 г. Тема: «Японский порядок и аккуратность» (Культура. Программа «Правила жизни»)[31]
- 12 мая 2014 г. Тема: «Подарки в Японии» (Культура. Программа «Правила жизни»)[32]
- 19 мая 2014 г. Тема: «Манга» (Культура. Программа «Правила жизни»)[33]
- 27 мая 2014 г. Тема: «Время в японской культуре» (Культура. Программа «Правила жизни»)[34]
- 15 сентября 2014 г. Тема: "Традиционная японская еда — суcи и пятый вкус — «Умами» (Культура. Программа «Правила жизни»)[35]
- 25 сентября 2014 г. Тема: «Японское трудолюбие» (Культура. Программа «Правила жизни»)[36]
- 1 октября 2014 г. Тема: «Сумо» (Культура. Программа «Правила жизни»)[37]
- 14 октября 2014 г. Тема: «Бусидо. Кодекс самурая» (Культура. Программа «Правила жизни»)[38]
- 12 ноября 2014 г. Тема: «Японское телевидение» (Культура. Программа «Правила жизни»)[39]
- 17 ноября 2014 г. Тема: «Молодёжные движения в Японии и уличная мода» (Культура. Программа «Правила жизни»)[40]
- 18 декабря 2014 г. Тема: «Социальные фобии» (Культура. Программа «Правила жизни»)[41]
- 28 января 2015 г. Тема: «Призраки в японской культуре» (Культура. Программа «Правила жизни»)][42]
- 4 февраля 2015 г. Тема: «Праздники в Японии» (Культура. Программа «Правила жизни»)[43]
- 25 февраля 2015 г. Тема: «Японская поэзия» (Культура. Программа «Правила жизни»)[44]
- 3 марта 2015 г. Тема: «Хинамацури» (Культура. Программа «Правила жизни»)[45]
- 2 апреля 2015 г. Тема: «Ханами» (Культура. Программа «Правила жизни»)[46]
- 14 апреля 2015 г. Тема: «Землетрясения. О явлении, образе и последствиях землетрясения в японской культуре» (Культура. Программа «Правила жизни»)[47]
- 12 мая 2015 г. Тема: «Кимоно. Традиционный японский национальный костюм и его история» (Культура. Программа «Правила жизни»)[48]
- 17 сентября 2015 г. Тема: «Отношение к мусору в Японии» (Культура. Программа «Правила жизни»)[49]
- 21 сентября 2015 г. Тема: «Праздник Луны» (Культура. Программа «Правила жизни»)[50]
- 8 октября 2015 г. Тема: «Японские бани» (Культура. Программа «Правила жизни»)[51]
- 27 октября 2015 г. Тема: «Японские талисманы, амулеты и обереги» (Культура. Программа «Правила жизни»)[52]
- 23 декабря 2015 г. Тема: «Правда и вымысел о Японии» (Культура. Программа «Правила жизни»)[53]
- 21 января 2016 г. Тема: «Отношение японцев к горам и вулканам» (Культура. Программа «Правила жизни»)[54]
- 3 марта 2016 г. Тема: «Гейши» (Культура. Программа «Правила жизни»)[55]
- 15 марта 2016 г. Тема: «Бонсай» (Культура. Программа «Правила жизни»)[56]
- 11 апреля 2016 г. Тема: «Сэппуку» (Культура. Программа «Правила жизни»)[57]
- 12 сентября 2016 г. Тема: «Японская вежливость» (Культура. Программа «Правила жизни»)[58]
- 3 октября 2016 г. Тема: «Самодисциплина в японской культуре» (Культура. Программа «Правила жизни»)[59]
- 18 октября 2016 г. Тема: «Отношение к старикам в Японии» (Культура. Программа «Правила жизни»)[60]
- 21 ноября 2016 г. Тема: «Японский застольный этикет» (Культура. Программа «Правила жизни»)[61]
- 11 января 2017 г. Тема: «Как японцы делят людей на типы?» (Культура. Программа «Правила жизни»)[62]
- 24 января 2017 г. Тема: «Бессмысленные японские изобретения» (Культура. Программа «Правила жизни»)[63]
- 14 февраля 2017 г. Тема: «Символы в анимации Миядзаки» (Культура. Программа «Правила жизни»)[64]
- 2 марта 2017 г. Тема: «Удивительные музеи и необычные места в Японии» (Культура. Программа «Правила жизни»)[65]
- 28 марта 2017 г. Тема: «Оригами. Популярное развлечение или философия?» (Культура. Программа «Правила жизни»)[66]
- 5 октября 2017 г. Тема: «Десять самых красивых мест в Японии» (Культура. Программа «Правила жизни»)[67]
- 30 октября 2017 г. Тема: «Японские татуировки» (Культура. Программа «Правила жизни»)[68]
- 23 ноября 2017 г. Тема: «Якудза» (Культура. Программа «Правила жизни»)[69]
- 14 декабря 2017 г. Тема: «Годзилла» (Культура. Программа «Правила жизни»)[70]
- 15 января 2018 г. Тема: «Странные японские спортивные игры» (Культура. Программа «Правила жизни»)[71]
- 8 февраля 2018 г. Тема: «Понятие стыда в японском обществе» (Культура. Программа «Правила жизни»)[72]
- 22 февраля 2018 г. Тема: «Кавайная культура» (Культура. Программа «Правила жизни»)[73]
- 15 марта 2018 г. Тема: «Искусственная еда в Японии» (Культура. Программа «Правила жизни»)[74]
- 4 апреля 2018 г. Тема: «Японский дизайн» (Культура. Программа «Правила жизни»)[75]
- 17 мая 2018 г. Тема: «Значение жестов в японском обществе» (Культура. Программа «Правила жизни»)[76]
- 29 мая 2018 г. Тема: «Моттаинай» (Культура. Программа «Правила жизни»)[77]
- 24 сентября 2018 г. Тема «Кодавари» (Культура. Программа «Правила жизни»)[78]
- 15 октября 2018 г. Тема: «Накидзумо» (Культура. Программа «Правила жизни»)[79]
- 7 ноября 2018 г. Тема: «Фугу» (Культура. Программа «Правила жизни»)[80]
- 26 ноября 2018 г. Тема: «Ханафуда» (Культура. Программа «Правила жизни»)[81]
- 21 января 2019 г. Тема: «Остров Хоккайдо и зимние традиции» (Культура. Программа «Правила жизни»)[82]
- 4 февраля 2019 г. Тема: «Три самых главных растения-символа Японии» (Культура. Программа «Правила жизни»)[83]
- 25 марта 2019 г. Тема: «Роботы в Японии» (Культура. Программа «Правила жизни»)[84]
- 8 мая 2019 г. Тема: «Чиогами нинге» (Культура. Программа «Правила жизни»)[85]
- 20 мая 2019 г. Тема: «Эра Рэйва» (Культура. Программа «Правила жизни»)[86]
- 11 сентября 2019 г. Тема: «Мир Пачинко» (Культура. Программа «Правила жизни»)[87]
- 25 сентября 2019 г. Тема: «Маскоты в Японии» (Культура. Программа «Правила жизни»)[88]
- 14 октября 2019 г. Тема: «Пурикура» (Культура. Программа «Правила жизни»)[89]

## Группа «Рамэн»
Александр Раевский ― солист рок-группы «РАМЭН» (тексты песен, вокал, укулеле).
Состав группы «Рамэн»:

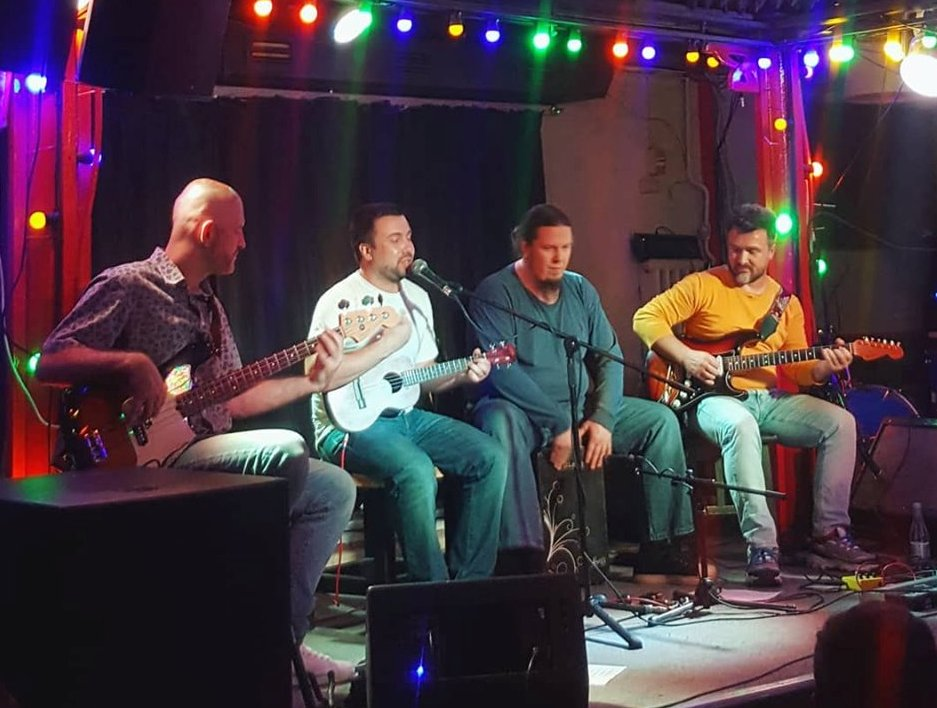
Группа «Рамэн» на концерте
в клубе Китайский Лётчик Джао Да

- Александр Раевский — укулеле, вокал;
- Иосиф Левитис — гитара;
- Евгений Семилетов — бас-гитара;
- Владимир Зайчиков — перкуссия.